# Lisandru
 (avril 2009).
Lisandru est un prénom corse, de plus en plus répandu depuis les années 1990.
Ce prénom, porté par de nombreux saints, est la traduction d'Alexandre lui même d'origine grecque : Αλέξανδρος signifiant « celui qui repousse le guerrier (l'ennemi) ».

## Lisandru comme nom de personne

### Autres personnalités
- Lisandru Plasenzotti, gréviste de la faim[2] et militant nationaliste[3] ;
- Lisandru Bassani, écrivain[4] ;
- Lisandru Muzy, écrivain et poète[5] ;
- Lisandru Vivoni est un candidat de la Saison 2 de The Voice Kids[6].